# Mairy-sur-Marne

Mairy-sur-Marne este o comună în departamentul Marne, Franța. În 2009 avea o populație de 556 de locuitori.